# بي بي سي ثري
بي بي سي ثري (بالإنجليزية: BBC Three)‏ هي قناة تلفزيونية بريطانية تشغلها هيأة الإذاعة البريطانية على منصّات فري فيو، أي بي تي في، القمر الإصطناعي، والكَبل.
الجمهور المستهدف للقناة يشمل من هم في الفئة العمرية البالغة من العمر 16 حتى 34 عامًا، وتهدف لتقديم محتوى «مبتكر» للجمهور الأصغر سنًا، والتركيز على المواهب الناشئة والتكنولوجيا الجديدة. القناة تبث يوميًا من 7 مساءً إلى 4 صباحًا، لمشاركة ترددات البث الأرضي مع قناة سي بي بي سي.
خلافًا للمنافسين التجاريين، فإن 90% مما تقدمه بي بي ثري هو من إنتاج محلي بالمملكة المتحدة. 70% تغطي كافة التخصصات من الأحداث الجارية إلى الكوميديا والدراما والرسوم المتحركة.
في فبراير 2014، المدير العام للبي بي سي توني هول، أعلن عن ضرورة تخفيض 100 مليون £ من حجم إنفاقات الشركة. وقد أشير إلى قناة بي بي سي ثري كجزء من هذه التخفيضات حيث سيتم وقف بث القناة على الهواء، والحفاظ على القناة كقناة تعمل على الإنترنت. وسيدخل التغيير إلى حيز التنفيذ في سنة 2016، بانتظار موافقة هيئة الاذاعة البريطانية الثقة.